# 헬게 본 코크
니엘스 파비안 헬게 본 코크(스웨덴어: Niels Fabian Helge von Koch, 1870년 1월 25일 ~ 1924년 3월 1일)는 스웨덴의 수학자로, 코크 곡선으로 잘 알려져 있다.